# ملانوروو
ملانوروو (به لاتین: Mullanurovo) یک منطقهٔ مسکونی در روسیه است که در باشقیرستان واقع شده‌است.